# Jeff Lisandro
Jeffrey Lisandro, né à Perth, est un joueur professionnel de poker, australien naturalisé italien.

## Carrière
Lisandro fait sa première apparition à une table finale des World Series of Poker en 1997 lors de l'event 3 000 $ pot limit hold'em remporté par Phil Hellmuth. Lissandro finit 7e et remporte 12 750 $.
En décembre 2004, Lisandro gagne le tournoi 25 000 $ limit hold'em heads-up contre Howard Lederer et remporte un prix de 194 000 $.
Lors des WSOP 2009, Lisandro gagne 3 bracelets et reçoit le titre « Joueur WSOP de l'année 2009 ».
Ses gains en tournoi s'élèvent à plus de 6 500 000 $.

### Bracelets WSOP
| Année      | Tournoi                                          | Prix      |
| ---------- | ------------------------------------------------ | --------- |
| 2007       | 2 000$ Seven-Card Stud                           | 118 426 $ |
| 2009       | 1 500$ Seven-Card Stud                           | 124 959 $ |
| 2009       | 10 000$ World Championship Seven-Card Stud H/L-8 | 431 656 $ |
| 2009       | 2 500$ Razz                                      | 188 370 $ |
| 2010 WSOPE | 5 000£ Pot-Limit Omaha                           | 159 514 £ |
| 2015 WSOPA | 1 650 A$ Pot-Limit Omaha                         | 51 660 A$ |